# 아이콘 A5

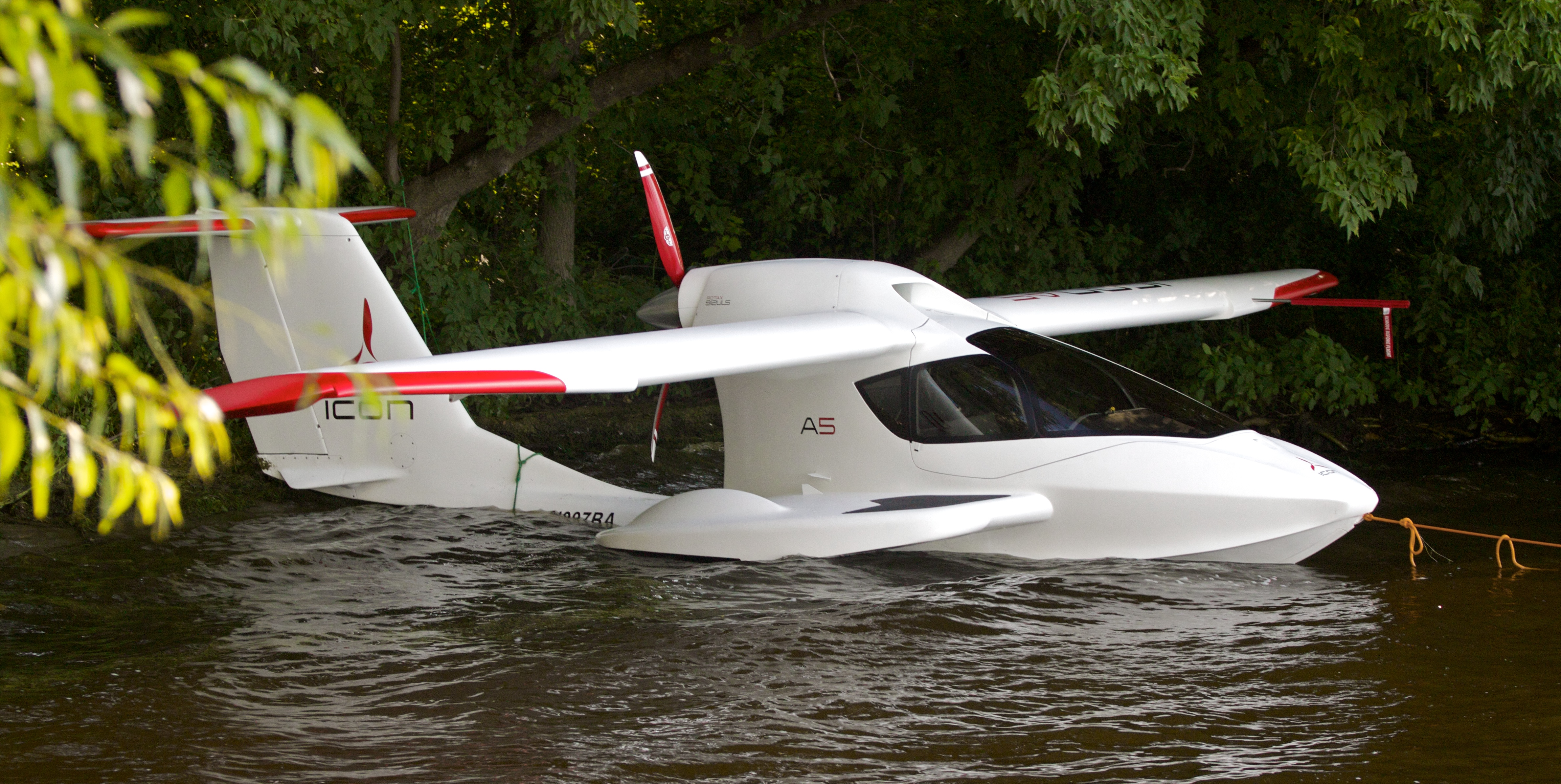
2010년 프로토타입

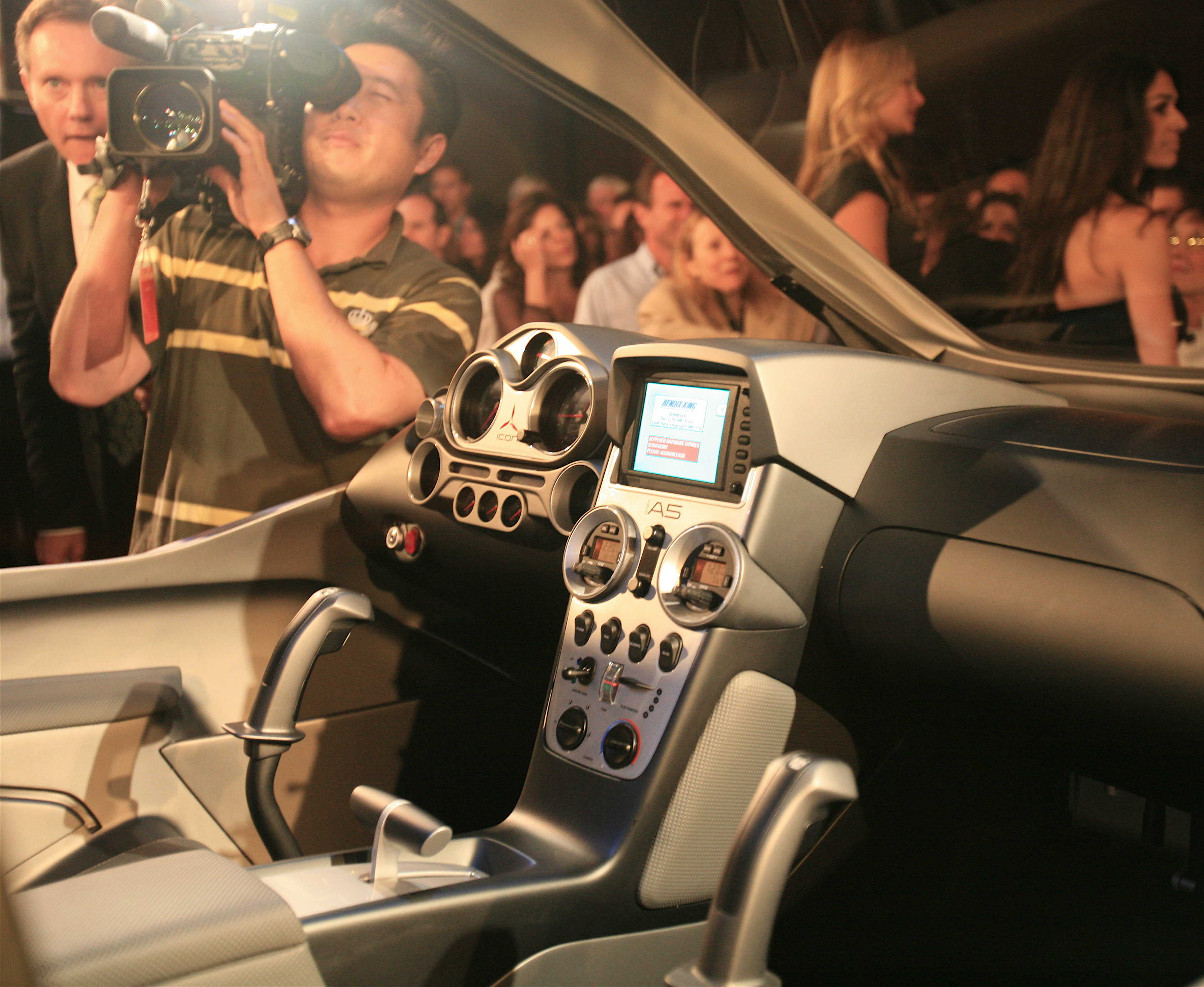
조종석 레이아웃(layout)은 자동차 대시보드와 유사하도록 설계되었다

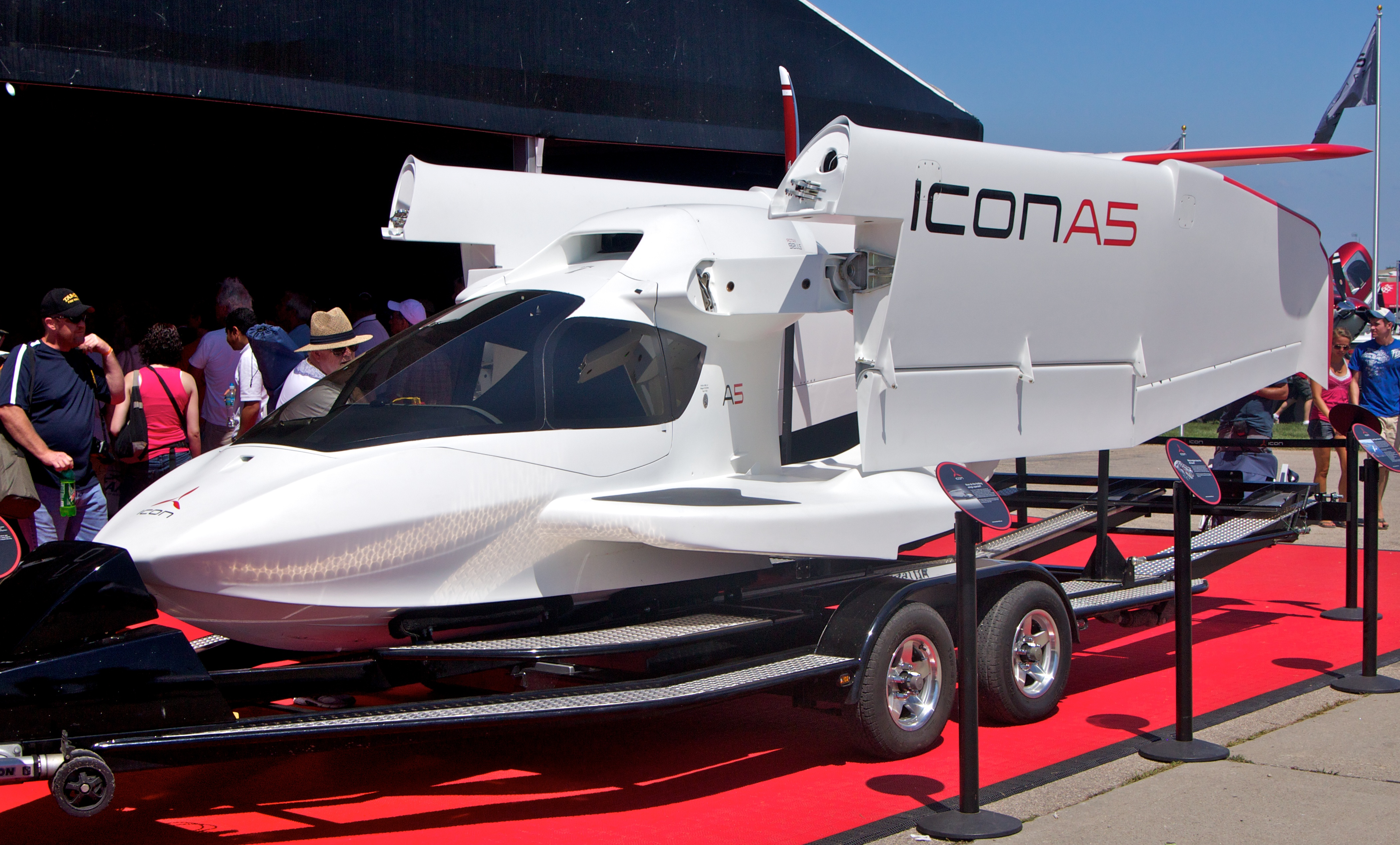
날개가 접힌 채로 운송 중인 ICON A5

아이콘 A5(영어: ICON A5)는 아이콘사가 개발한 수륙양용 경비행기이다. 이 항공기는 가정용 수륙양용기이며, 크기가 매우 작아 강, 또는 바다 등에 착륙할 수 있으며, 랜딩기어가 있기 때문에 땅에서도 이착륙이 가능하다.